# Orobanche haenseleri
Orobanche haenseleri es una especie parasitaria perteneciente al género Orobanche de la familia Orobanchaceae.

## Descripción
Planta probablemente perenne (medidas: Tallo, 20-40cm / 0,6-1cm). Se trata de una especie pubescente y glandulosa, Con una Inflorescencia densa. Las flores son zigomorfas, hermafroditas y pentámeras, la corola es bilabiada de forma tubular–campanulada y color anaranjado–rojiza, salmón–pálido o vinoso.

## Distribución y hábitat
Se encuentra principalmente sobre taludes, matorrales mesofíticos y bosquetes riparios, sobre Helleborus foetidus (Ranunculaceae) y probablemente sobre Rubus ulmifolius (Rosaceae). Se sitúa entre los 1000–2500 m de altitud Habiéndose citado en el Sistema Bético y Pirineo.

## Nombres vernáculos
Castellano: espárrago, jopo de las habas, verdelobo.